# Henry Nicholas Gunther

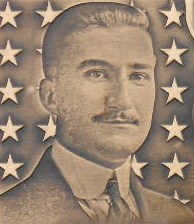
Henry N. Gunther

Henry Nicholas Gunther (* 6. Juni 1895 in Baltimore; † 11. November 1918 bei Ville-devant-Chaumont, Département Meuse) war ein amerikanischer Soldat und der letzte Gefallene des Ersten Weltkrieges.

## Leben

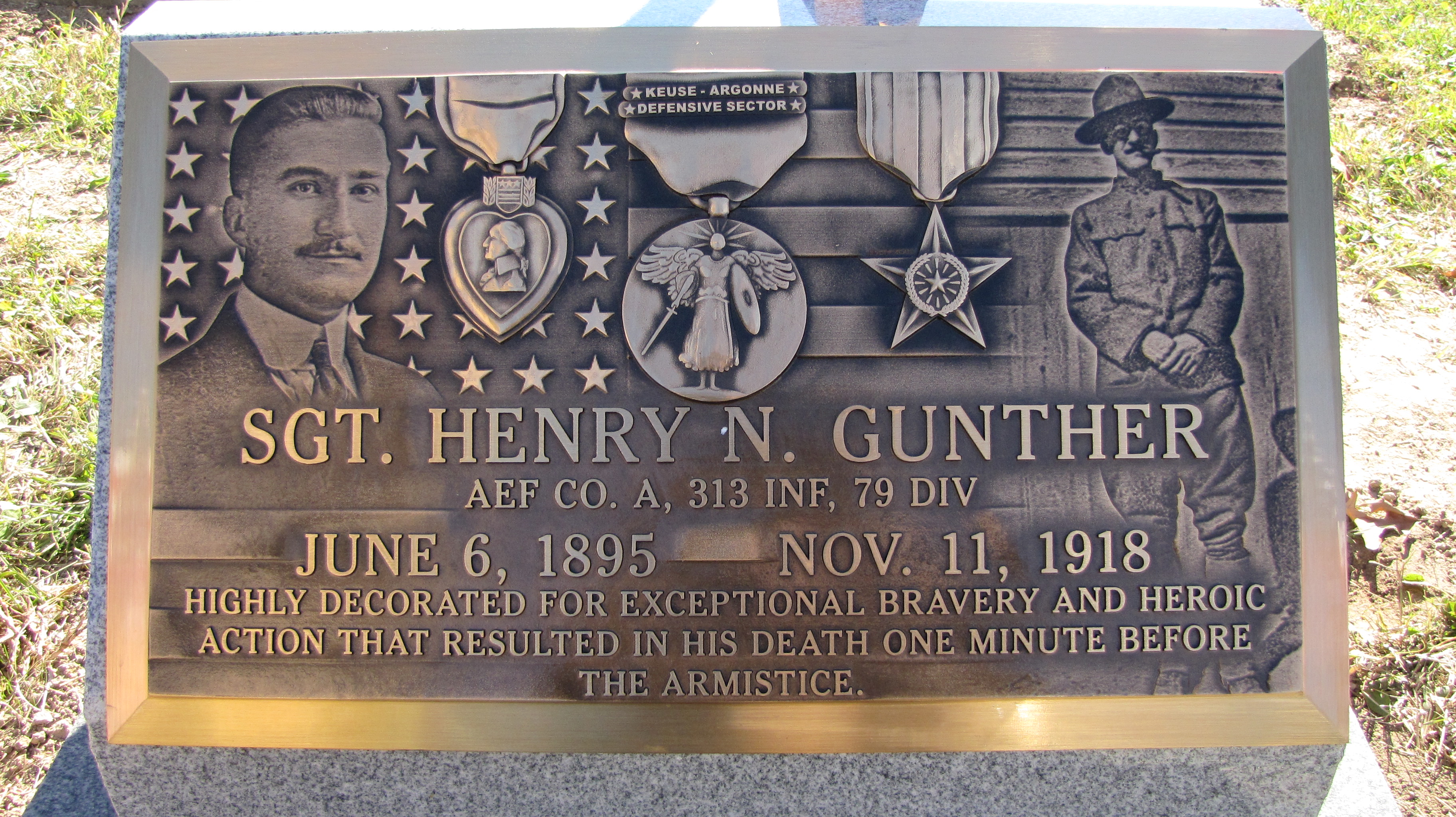
Erinnerungstafel am Grab von Henry Gunther in Baltimore, enthüllt am 11. November 2010

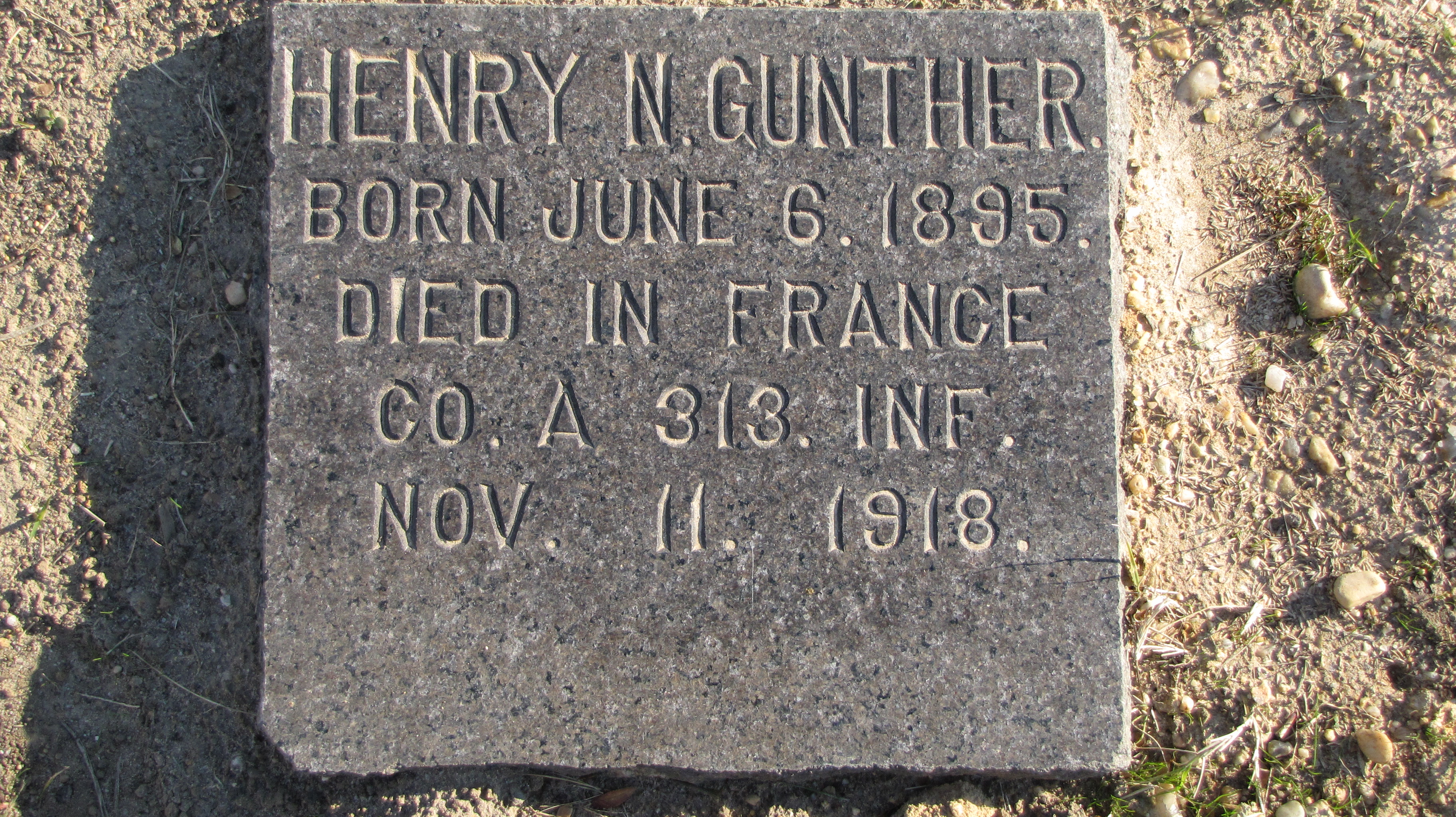
Grabstein für Henry N. Gunther

Henry Gunther entstammte einer deutsch-amerikanischen Familie. Seine Eltern George Gunther und Lena, geb. Roth, waren beide Kinder deutscher Einwanderer. Er wuchs in Highlandtown auf, einem stark von deutschen Einwanderern geprägten Stadtteil im Osten Baltimores, wo die Familie der von Redemptoristen betreuten katholischen Kirchengemeinde Sacred Heart of Jesus angehörte. Henry Gunther arbeitete als Angestellter bei der National Bank of Baltimore. 1915 wurde er Mitglied bei den Kolumbusrittern. Er meldete sich nicht freiwillig zum Kriegsdienst, sondern wurde am 30. September 1917 eingezogen und dem 313th Regiment zugeteilt, das den Beinamen Baltimore’s Own hatte und Teil der 57th Brigade der 79th Infantry Division war. Als Sergeant war er für den Nachschub seines Truppenteils verantwortlich, der im Juli 1918 als Teil der American Expeditionary Forces in Frankreich an die Front kam. Ein kritischer Brief nach Hause, in dem er von den miserablen Zuständen an der Front berichtete und einem Freund riet, er solle alles versuchen, um nicht eingezogen zu werden, wurde von der Zensur abgefangen. Daraufhin wurde er im August 1918 zum Private degradiert.
Der Waffenstillstand von Compiègne war um 5 Uhr morgens unterzeichnet worden, sollte aber wegen der schwierigen Benachrichtigung aller Truppen erst um 11 Uhr in Kraft treten. Wie alle alliierten Einheiten an der Front der Meuse-Argonne-Offensive war auch seine Einheit, die A-Kompanie, am Vormittag des 11. November noch für Kampfhandlungen unterwegs. Sie wussten ab 10:30 Uhr vom Beginn des Waffenstillstands um 11 Uhr und bewegten sich trotzdem weiter. Die Kompanie traf bei Chaumont-devant-Damvillers auf ein deutsches MG-Nest, das die Straße blockierte und beim Vormarsch der Amerikaner zu feuern begann, offensichtlich jedoch in die Luft und dann das Feuer einstellte. Nach dem Bericht seines Freundes Ernest Powell, der als Sergeant das Platoon befehligte, sprang Gunther in diesem Moment auf und rannte auf die deutsche Stellung zu. Weder ein Zuruf Powells, er solle anhalten, noch warnende Handzeichen sowie ebenfalls Zurufe der Deutschen hatten Wirkung. Kurz bevor Gunther mit aufgesetztem Bajonett in seinem „verzweifelten Angriff“ die deutsche Stellung erreichte, eröffneten die Deutschen das Feuer, und Gunther wurde um 10:59 Uhr erschossen. Sein Zugführer vermutete später, Gunther habe aus dem Wunsch heraus, rehabilitiert zu werden, in letzter Minute seine Tapferkeit beweisen wollen.
General John J. Pershings Tagesbefehl des folgenden Tages erwähnt ihn als den letzten amerikanischen Gefallenen des Krieges. Posthum wurde seine Degradierung rückgängig gemacht, und er erhielt das Distinguished Service Cross.
Auf Betreiben seiner inzwischen verwitweten Mutter wurden seine sterblichen Überreste 1921 nach Baltimore überführt und auf dem Most Holy Redeemer Cemetery der Redemptoristen beigesetzt.
Spätere Untersuchungen ergaben, dass am letzten Tag des Ersten Weltkriegs zwischen der Unterzeichnung des Waffenstillstands und seinem Inkrafttreten etwa 11.000 Mann verletzt oder getötet wurden – weit mehr als sonst an einem Tag.
Als erster Gefallener des Ersten Weltkriegs gilt der deutsche Leutnant Albert Mayer, der am 2. August 1914 bei Delle fiel.